# Клака
Клака (фр. Claque) је термин који се односи на плаћену публику у позоришту. Клака и клакери се ангажују за потребе позоришних наступа са циљем да аплаузима и другим видовима подршке бодре глумачку екипу.